# Juno Awards 2013
I Juno Awards 2013 si sono tenuti a Regina il 20 e 21 aprile 2013.

## Categorie
Lista parziale (sono incluse le categorie più importanti). In grassetto sono indicati i vincitori.

### Artista dell'anno
- Leonard Cohen
- Justin Bieber
- Deadmau5
- Carly Rae Jepsen
- Johnny Reid

### Gruppo dell'anno
- Marianas Trench
- Billy Talent
- Metric
- Rush
- The Sheepdogs

### Artista rivelazione dell'anno
- The Weeknd
- Cold Specks
- Shawn Hook
- Grimes
- Kira Isabella

### Gruppo rivelazione dell'anno
- Monster Truck
- Hey Ocean!
- The Pack A.D.
- Walk off the Earth
- Yukon Blonde

### Fan Choice Award
- Justin Bieber
- Michael Bublé
- Leonard Cohen
- Céline Dion
- Drake
- Hedley
- Carly Rae Jepsen
- Marianas Trench
- Metric
- Nickelback

### Cantautore dell'anno
- Leonard Cohen
- Arkells
- Kathleen Edwards
- Hannah Georgas
- Afie Jurvanen

### Produttore dell'anno
- James Shaw
- Gavin Brown
- Kevin Churko
- Bob Ezrin
- Josh Ramsay

### Album dell'anno
- Carly Rae Jepsen - Kiss
- Justin Bieber - Believe
- Céline Dion - Sans attendre
- Hedley - Storms
- Marianas Trench - Even After

### Album di musica alternative dell'anno
- Metric - Synthetica
- Hannah Georgas - Hannah Georgas
- Japandroids - Celebration Rock
- Said the Whale - Little Mountain
- Stars - The North

### Album di musica elettronica dell'anno
- Grimes - Visions
- Crystal Castles - (III)
- Daphni - Jiaolong
- Purity Ring - Shrines
- Trust - TRST

### Album pop dell'anno
- Carly Rae Jepsen - Kiss
- Justin Bieber - Believe
- Victoria Duffield - Shut Up and Dance
- Nelly Furtado - The Spirit Indestructible
- Kristina Maria - Tell the World

### Album rock dell'anno
- Rush - Clockwork Angels
- Big Wrenck - Albatross
- Billy Talent - Dead Silence
- The Sheepdogs - The Sheepdogs
- The Tragically Hip - Now for Plan A

### Singolo dell'anno
- Carly Rae Jepsen - Call Me Maybe
- Billy Talent - Viking Death March
- Hedley - Kiss You Inside Out
- Serena Ryder - Stompa
- The Sheepdogs - The Way It Is